# Qatna
Qatnā (in arabo قطنا‎?) è un'antica città dell'Età del Bronzo, sita nell'odierna Siria, presso il villaggio di Tell el-Mishrife (in arabo "المشرفة"), posto sulle rive del Wadi l-Aswad, un affluente del fiume Oronte, a metà strada fra Damasco e Aleppo, le due più importanti città dell'area. In epoca preclassica, si trovava all'incrocio fra importanti vie carovaniere, posizione strategica che ne fece, nel II millennio a.C., insieme ad Aleppo e Mari, uno dei maggiori regni e centri commerciali della Siria.
Attualmente è stato esplorato solo il 5-10% della superficie della antica 
città.

## Storia

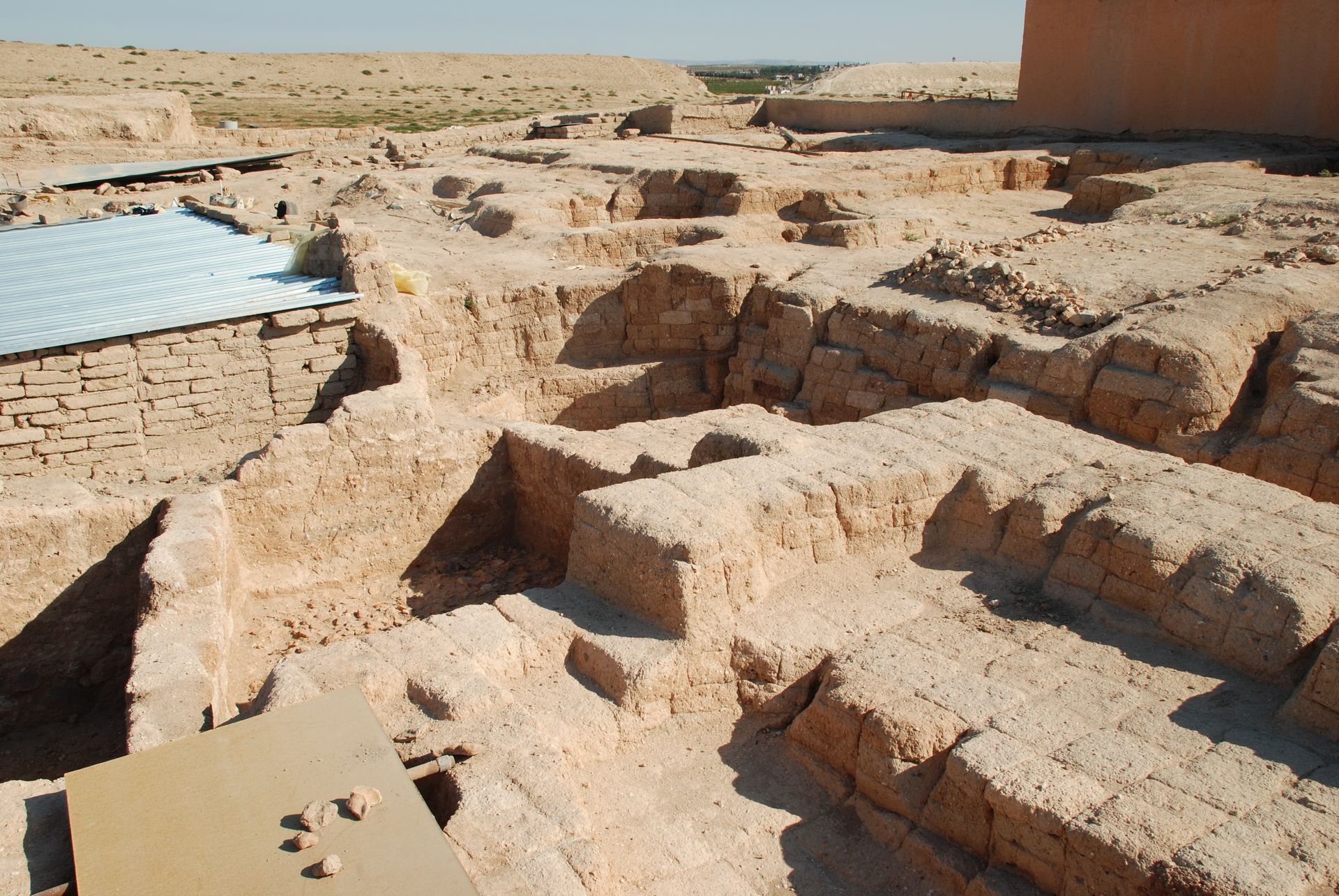
Le rovine del palazzo reale

Già intorno alla metà dell'Ottocento gli archeologi avevano indicato questa zona come possibile fonte di rovine risalenti all'antichità, ma solamente nel 1924 vennero effettuate le prime esplorazioni archeologiche, grazie al patrocinio del conte francese Robert du Mesnil du Buisson.
Grazie ai reperti rinvenuti all'epoca (tavolette cuneiformi e altri documenti) gli studiosi riuscirono ad identificare il sito con la città di Qatna, centro siriano di rilevanza politica ed economica, in pieno rigoglio intorno alla prima metà del II millennio a.C. (Bronzo Medio), che come Ebla risulta abbandonata a partire dal Tardo Bronzo.
Gli studi stratigrafici e la datazione al radiocarbonio inducono a stimare intorno al 3200 a.C., nel periodo del Bronzo Antico, l'epoca dei primi insediamenti umani.
La decadenza della città coincise con l'Età del ferro, collocabile tra il 900 a.C. e il 550 a.C., in quanto il centro perse l'indipendenza e venne assorbito dal regno di Hamā. Verso la fine dell'Età del ferro la città venne abbandonata, probabilmente a causa di una progressiva crisi idrica. Solamente nel XIX secolo un nuovo villaggio è stato edificato sopra le antiche rovine.
La scelta dell'insediamento originario non fu casuale, poiché a quel tempo la zona era irrorata da numerosi corsi d'acqua ed era coperta di vaste foreste. Già allora le risorse disponibili innescarono un lungo processo di deforestazione, considerato il notevole fabbisogno di legno da parte dei cittadini (anche per esigenze di natura commerciale).
Le indagini sui resti animali hanno evidenziato un largo consumo, intorno al 2000 a.C., di bovini, suini, ovini.
Le attività primarie per il sostentamento alimentare erano soprattutto agricole: particolarmente intensa era la coltivazione di cereali, quali orzo e grano, la rproduzione di uva e olive, oltre al latte ed alla carne provenienti dall'allevamento.
Risalgono proprio a quell'epoca le costruzioni difensive e le opere architettoniche di una certa importanza, oltre ad una fiorente produzione di ceramica e di altri manufatti.